# Thunnus atlanticus
El atún de aleta negra (Thunnus atlanticus) llamada también falsa albacora, es una especie de peces de la familia Scombridae en el orden de los Perciformes. Su nombre corriente es el de atún de aleta negra. En realidad todo su dorso, incluida la aleta dorsal, es de este color.

## Morfología
Los machos pueden llegar alcanzar los 120 cm de longitud total y los 20,6 kg de peso.

## Distribución geográfica
Se encuentra desde Massachusetts (Estados Unidos) hasta Río de Janeiro (Brasil).